# Meath
För det historiska kungariket Meath, se Mide.
Meath (iriska: An Mhí) är ett grevskap på Irland. Grevskapet kallas också för The Royal County, men detta namn har aldrig varit officiellt. Huvudort är Navan, men huvuddomstolen ligger i Trim, som är en historiskt viktig stad. Namnet Meath är en angliserad form av det iriska Midhe som betyder mitten, eftersom området ansågs ligga i mitten av ön.
Under senare tid har det varit mycket inflyttning av befolkningen i Meath, många flyttar till de östra delarna för att komma till en lugnare miljö än huvudstaden Dublin.
Meath var i grunden en egen provins som kallades för Provinsen Meath, men denna uppgick sedan i Leinster. Grevskapet omfattade hela dagens två grevskap Meath och Westmeath fram till 1543, då grevskapen delades.
Under medeltiden befann sig högkungen av Irland i Tara i Meath. Staden har därför en stor kulturell betydelse för irländarna. En annan viktig historisk stad är den mer än 5 000 år gamla gånggriften Newgrange som är ett världsarv.

## Städer och samhällen
- Ashbourne
- Laytown/Bettystown
- Kells
- Navan
- Slane
- Trim